# NGC 7305
NGC 7305 ist eine elliptische Galaxie vom Hubble-Typ E-S0 im Sternbild Pegasus am Nordsternhimmel. Sie ist schätzungsweise 356 Millionen Lichtjahre von der Milchstraße entfernt.
Das Objekt wurde am 1. September 1886 von Lewis Swift entdeckt.